# Stéphanie Morel
Pour les articles homonymes, voir Morel.
Stéphanie Morel est une joueuse française de football née le 16 novembre 1976 à Langres, évoluant au poste de milieu de terrain.

## Carrière
Stéphanie Morel commence sa carrière à l'AS Froncles en Haute-Marne. Elle y joue jusqu'en cadet. L'équipe cadet fait le doublé coupe et championnat durant la saison 1990-1991.
Elle fait sa première apparition en équipe de France le 15 février 1998 face à l'Angleterre (victoire 3-2).
Elle joue son dernier match avec les Bleues le 16 mai 1998 lors d'un match face à l'Espagne (victoire 3-2).

## Statistiques
| Saison                | Club                  | Championnat           | Championnat | Championnat | Coupe(s) nationale(s) | Coupe(s) nationale(s) | Total | Total |
| Saison                | Club                  | Division              | M.          | B.          | M.                    | B.                    | M.    | B.    |
| 2003-2004             | Paris Saint-Germain   | Division 1            | 21          | 3           |                       |                       | 21    | 3     |
| 2004-2005             | Paris Saint-Germain   | Division 1            | 12          | 0           | 2+                    | 2                     | 14    | 2     |
| 2005-2006             | Paris Saint-Germain   | Division 1            | 19          | 4           |                       |                       | 19    | 4     |
| Total sur la carrière | Total sur la carrière | Total sur la carrière | 52          | 7           | 2                     | 2                     | 54    | 9     |